# Hermoso Campo
Hermoso Campo è un comune (municipio in spagnolo) dell'Argentina, appartenente alla provincia del Chaco, capoluogo del dipartimento di Dos de Abril. Si trova a 320 km dalla capitale provinciale di Resistencia.
Il municipio è stato fondato il 29 settembre 1940 ed ha come patrona la Vergine Assunta.
In base al censimento del 2001, nel territorio comunale dimorano 7.435 abitanti, di cui 4.402 nella cittadina capoluogo del comune. Altro centro abitato è quello di Itín, con una popolazione censita di 446 abitanti..